# Hakalau
Hakalau es un área no incorporada ubicada en el condado de Hawái en el estado estadounidense de Hawái.

## Geografía
Hakalau se encuentra ubicado en las coordenadas 19°53′49″N 155°7′35″O / 19.89694, -155.12639.